# Parque Nacional Bosencheve
O Parque Nacional Bosencheve, também conhecido como Bosencheve Buffer Zone, é um parque nacional e área protegida localizado em Michoacán, México e Estado do México, México. O parque foi criado em 1940 e tem ocupa aproximadamente uma área de 146 quilómetros quadrados.